# Gummistämpel
Se även stämpel.

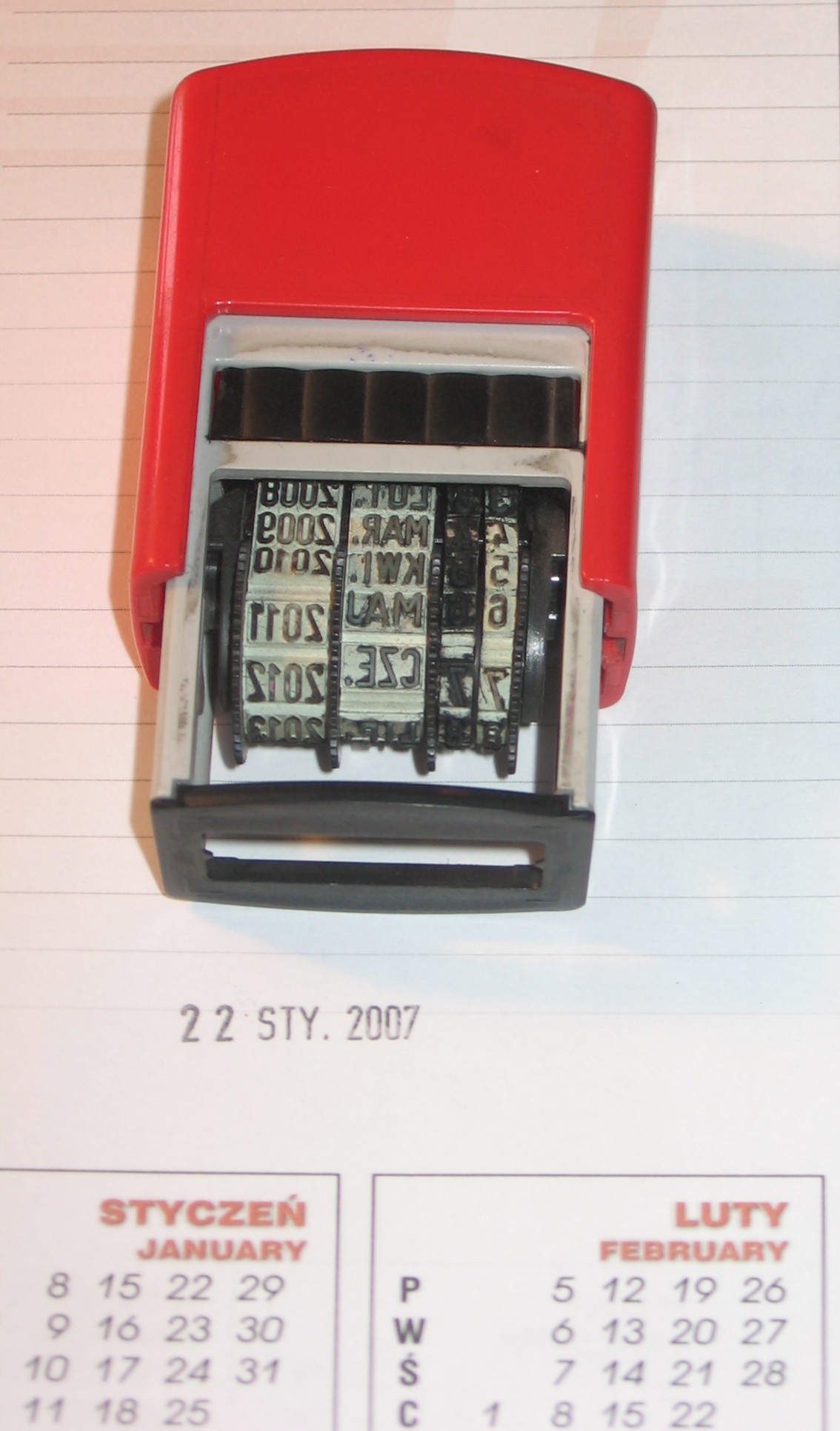
Gummistämpel för datummärkning.

Stämpel, gummistämpel, handstämpel, är ett verktyg som används för att märka något med bläck eller annat pigment, eller benämning på ett sådant märke. Stämplar kan användas konstnärligt, till exempel i scrapbooking eller letterboxing, eller professionellt när det är önskvärt att återskapa en mindre tryckt bild eller text som har samma utseende varje gång.

## Typer av stämplar
En entréstämpel används på till exempel en nattklubb för att märka de gäster som har löst inträde. En poststämpel används för brev, antingen för att indikera att porto är betalt, eller för att makulera frimärket och förhindra återanvändning.